# Пељешки канал
Пељешки канал је морски канал између пулуострва Пељешац и острва Корчула. То је најкраћи пловни пут за бродове који из Корчуланског канала плове према Дубровнику или даље на југоисток. Плован је за бродове свих величина.
Уз јужну обалу Пељешца дубина мора је довољна и нема значајнијих препрека, док се уз северну обалу Корчуле налази неколико плићака и мањих острва.